# Ansitz

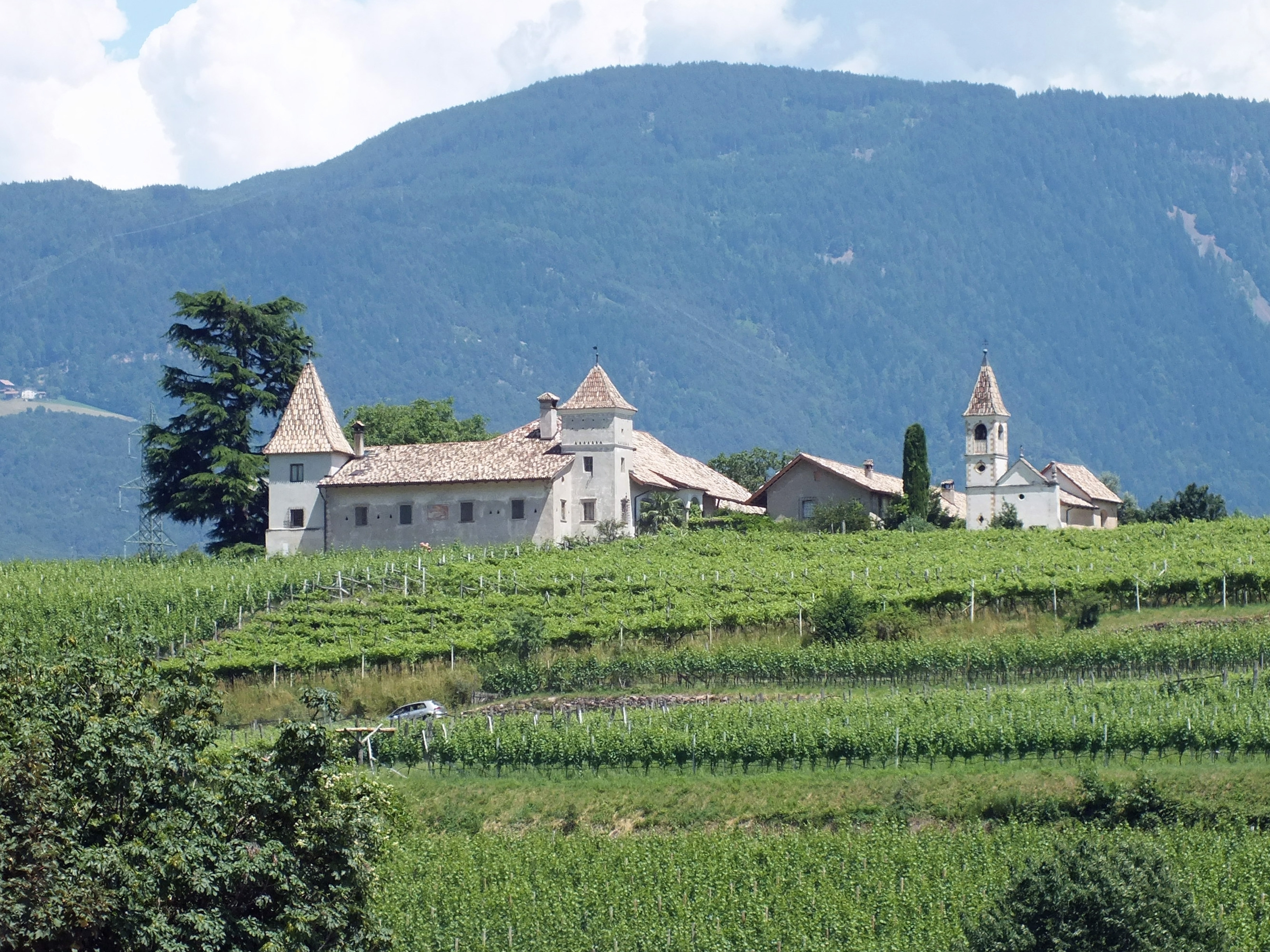
Der Ansitz Kreit in Eppan (Südtirol) entbehrt ernsthafter Wehrelemente

Als Ansitz wird im süddeutschen, österreichischen und Südtiroler Sprachraum ein kleinerer Wohnsitz des niederen Adels (Rittersitz) mit besonderem Rechtsstatus bezeichnet, vor allem in Tirol. Ansitze entstanden am Ausklang des Mittelalters und in der Frühen Neuzeit bis hin ins 19. Jahrhundert.

## Entstehung und rechtliche Stellung
Die rechtliche Sonderstellung des Ansitzes gegenüber dem Landesherrn ist das wesentliche Kennzeichen eines Ansitzes, wobei die zeitgenössische Bezeichnung in den Tiroler Quellen des 15. Jahrhunderts „gesaesz, gesaess“ lautete. Die Vorrechte eines Ansitzes beinhalteten zunächst und vor allem die Freiung (Steuerfreiung) von den Gemeindelasten. Die Freiung brachte demjenigen, der sie für seinen Ansitz erhielt, in aller Regel auch einen Adelsbrief mit Adelsprädikat ein, zumeist verknüpft mit dem Namen seines Ansitzes, und damit die Aufnahme in den Tiroler Landtag.
Hochmittelalterliche Adelssitze, auch noch im Spätmittelalter bis etwa 1500 entstandene, waren Zentren von Grundherrschaften und hatten in aller Regel die Niedere Gerichtsbarkeit über die Dörfer oder Gehöfte ihrer Hintersassen inne, während der spätere Rechtsakt der landesfürstlichen Freiung für neugeschaffene Ansitze, etwa gemäß der Tiroler Landesordnung von 1574, keine gerichtliche Exemtion vom Zugriff des Ortsgerichtes nach sich zog. Den Tiroler Ansitzen des 16. und 17. Jahrhunderts kam daher, anders als den alten Rittersitzen, keine Landesunmittelbarkeit mehr zu. Auch durften in dieser Zeit von Privatleuten keine neuen Burgen oder Festungsanlagen mehr erbaut werden und für größere Schlossbauten reichten die Mittel von Aufsteigerfamilien in der Regel nicht aus. Wollte ein wohlhabend gewordener Bürger also eine Nobilitierung erreichen, musste er entweder eine ältere adlige Grundherrschaft, in der Regel einen mittelalterlichen Ministerialensitz, erwerben, und die dort vorhandenen Rechte gegebenenfalls auch auf einen Neubau übertragen, oder eben einen prestigereichen Adelssitz in Form eines Ansitzes neu gründen. Die frühen Ansitze wurden daher oft unter Verwendung hochmittelalterlicher Wohntürme, die häufig schon Ruinen waren, errichtet. Die Neuerrichtung eines Ansitzes setzte den Erwerb von landwirtschaftlichem Grund und Boden in Form eines Urbars voraus und bedurfte alsdann eines landesherrlichen Rechtsakts. Oft wurden diese Grundherrschaftssitze bereits vor der Nobilitierung errichtet und lieferten den Besitzern dann den Anlass, um Letztere nachzusuchen. In ähnlicher Weise mussten in Bayern und Österreich neu geschaffene Hofmarken und im nördlichen Deutschland landtagsfähige Rittergüter durch den Landesherrn genehmigt und alsdann bei der Ritterschaft immatrikuliert werden.
Es waren in der Regel Aufsteiger aus dem Bürger- oder Bauernstand, die zu diesem Zweck den Ausbau und die Neugründung von Ansitzen anstelle älterer Bauernhöfe oder Bürgerhäuser vorantrieben. Der Landesfürst zeigte sich gegenüber verdienten Geschlechtern aus den Landgemeinden mit den Nobilitierungen und Freiungen erkenntlich und rekrutierte aus diesen qualifizierte Beamte für die landesfürstliche Verwaltung. Diese dem Landesherrn geneigte neue Elite des Briefadels übte geistig, kulturell und wirtschaftlich großen Einfluss aus und war auch verwandtschaftlich eng untereinander verflochten. Die Ansitze des späten 16. und frühen 17. Jahrhunderts sind damit einerseits Ausdruck einer noch immer landständisch geprägten Auffassung vom Adel, denn auch die Eintragung in die Tiroler Adelsmatrikel setzte den Besitz einer Grundherrschaft oder eines Ansitzes voraus, zugleich aber ist das Konstrukt des „gefreiten Ansitzes“ das Rechtsdenkmal einer gewissen Demokratisierung alter Feudalstrukturen. So hatten diese neugeschaffenen Adelssitze auch keine Erbuntertänigen oder Hintersassen (Hörige und Grundholde) mehr wie die alten Adelsgüter.
Der Anstieg der Adelsfamilien schwächte allerdings die Macht des älteren Adels und auch des seit 1417 bestehenden Tiroler Landtags, der durch das Anwachsen der in ihm vertretenen Adelsfamilien im 18. Jahrhundert praktisch keine Rolle mehr spielte, und stärkte so die Autorität der in Innsbruck residierenden Landesfürsten der Gefürsteten Grafschaft Tirol. Den Vorbehalten des Alten Adels begegnete der Landesfürst mit Standeserhöhungen. In der folgenden Zeit des Absolutismus nahmen die Monarchen Nobilitierungen dann auch aufgrund von Verdiensten oder Karrieren vor, unabhängig vom Landbesitz.

## Form und Gestalt
Anders als hochmittelalterliche Adelssitze, also Burgen, Wohntürme und Feste Häuser, jedoch vergleichbar dem Herrenhaus eines Rittergutes, sind Ansitze entweder schwach bzw. nur symbolisch oder gar nicht befestigt. Sie entstanden auch erst in einer Zeit, als mittelalterliche Befestigungsanlagen ihren militärischen Zweck bereits eingebüßt hatten, allerdings nicht selten anstelle und unter Verwendung mittelalterlicher Wohntürme, so etwa der Ansitz Pallaus in Sarns. Ansitze waren vor allem auf bequemes und repräsentatives Wohnen ihrer Eigentümer hin angelegt. Aber auch als Neubauten hielten sie oft an der Formensprache der mittelalterlichen Vorgängerbauten des Adels fest: Häufig sind es Türme, Zierzinnen, dekorative Erkerchen, nachgeahmte Pechnasen, Ringmauern, Eckquader oder Quadermalereien, mit denen die Eigentümer auf ihre Sonderstellung hinwiesen. Besonderes Statusmerkmal ist vielfach auch die Ausstattung mit Wandmalereien vor allem aus dem profanen Motivbereich. Die bauliche Ausstattung war allerdings für die Freiung zum Ansitz nicht ausschlaggebend, weshalb manche Ansitze auch nur größeren Bauernhäusern ähneln (wie etwa der Ansitz Aichholz), jedoch wollten viele Neuadlige ihren neugewonnenen Status auch überzeugend nach außen tragen. Wohnhäuser, die lediglich der „Idee“ eines Herrschaftssitzes folgen, standen damit stellvertretend für diesen und bildeten umgekehrt eine formale Rechtfertigung für einen verliehenen Adel an deren Besitzer. Der Ansitz ist damit Bau- und Rechtsdenkmal des Tiroler Brief- und Beamtenadels des 16. und 17. Jahrhunderts.
Bereits 1836 weist das Bayerische Wörterbuch von Johann Andreas Schmeller darauf hin, dass ein Ansitz „besonders ein adelicher“ Wohnsitz sei. Der Zusatz „besonders“ impliziert, dass im 19. Jahrhundert Ansitze auch von Bürgerlichen bewohnt wurden. Tatsächlich kamen manche Ansitze schon im 18. Jahrhundert in bürgerlichen oder bäuerlichen Besitz.
Das Wort Ansitz im Sinne von Adelssitz ist heute außerhalb Südtirols, Österreichs und Bayerns kaum gebräuchlich. Der gleichlautende Begriff Ansitz der älteren Rechtssprache findet sich nur im Singular.

## Abgrenzung
Der Übergang zum Schloss ist zwar fließend, allerdings entspricht ein Ansitz meist eher einem Herrenhaus. Anders als Stadtpalais liegen Ansitze zumeist entweder isoliert auf dem Land oder in einem Dorf, allerdings führte die Freiung auch gelegentlich zur Bezeichnung Ansitz für innerstädtische Häuser, etwa den Ansitz Albersheim in Innsbruck oder den Ansitz Stillendorf in Bozen.
In Österreich soll es heute noch 200 Ansitze, 126 Burgen und 346 Burgruinen, 1308 Schlösser und 99 Palais geben.
Im ehemals ungarischen Raum (und damit im Burgenland) ist dafür die Bezeichnung Kastell üblich, die (anders als in anderen Regionen) in diesem Zusammenhang keinen Wehrbau meint. Diese können allerdings auch im Besitz von Magnatenfamilien wie den Esterházy oder Batthyány stehen.

## Bilder

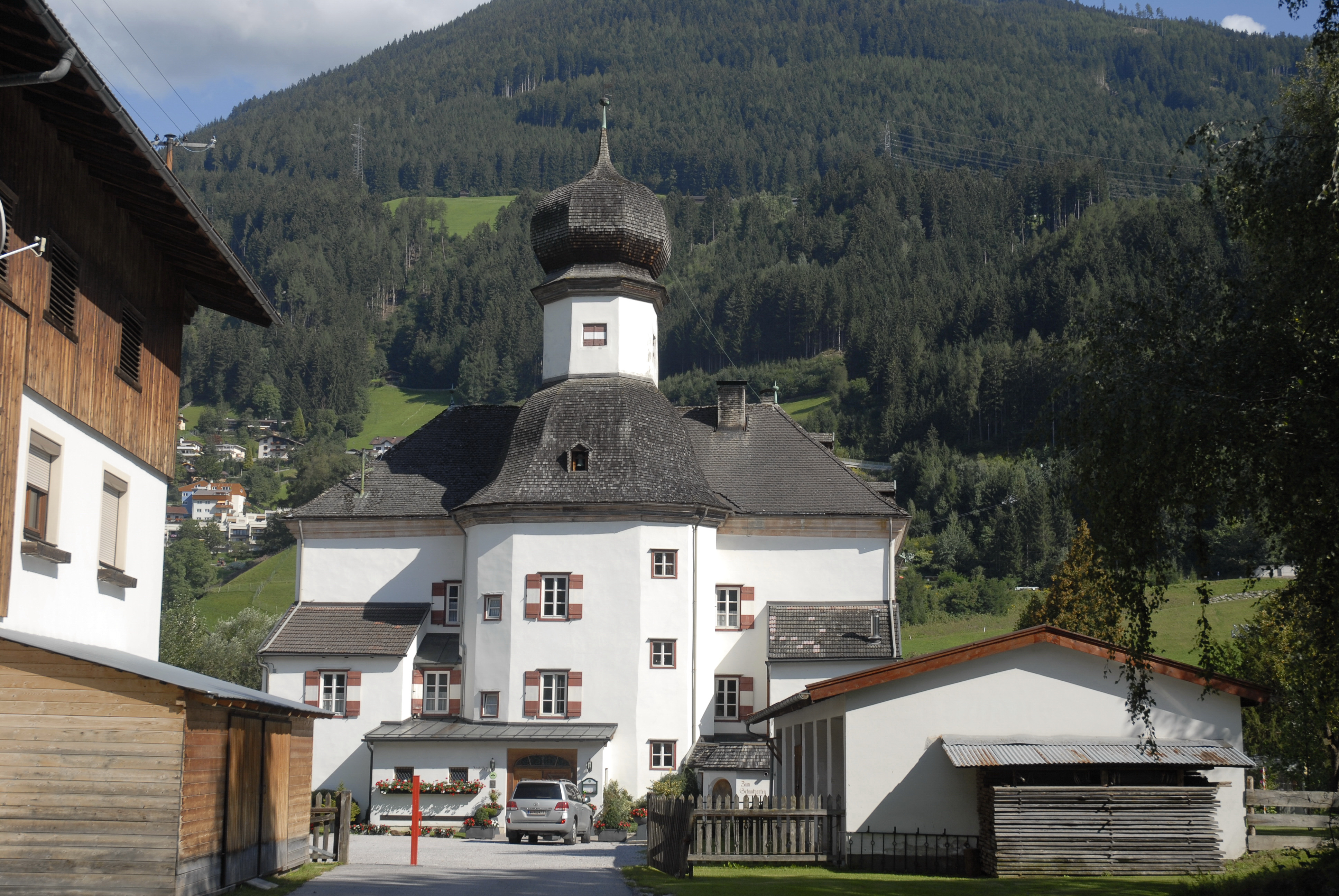
Ansitz Mitterhart (Vomp)
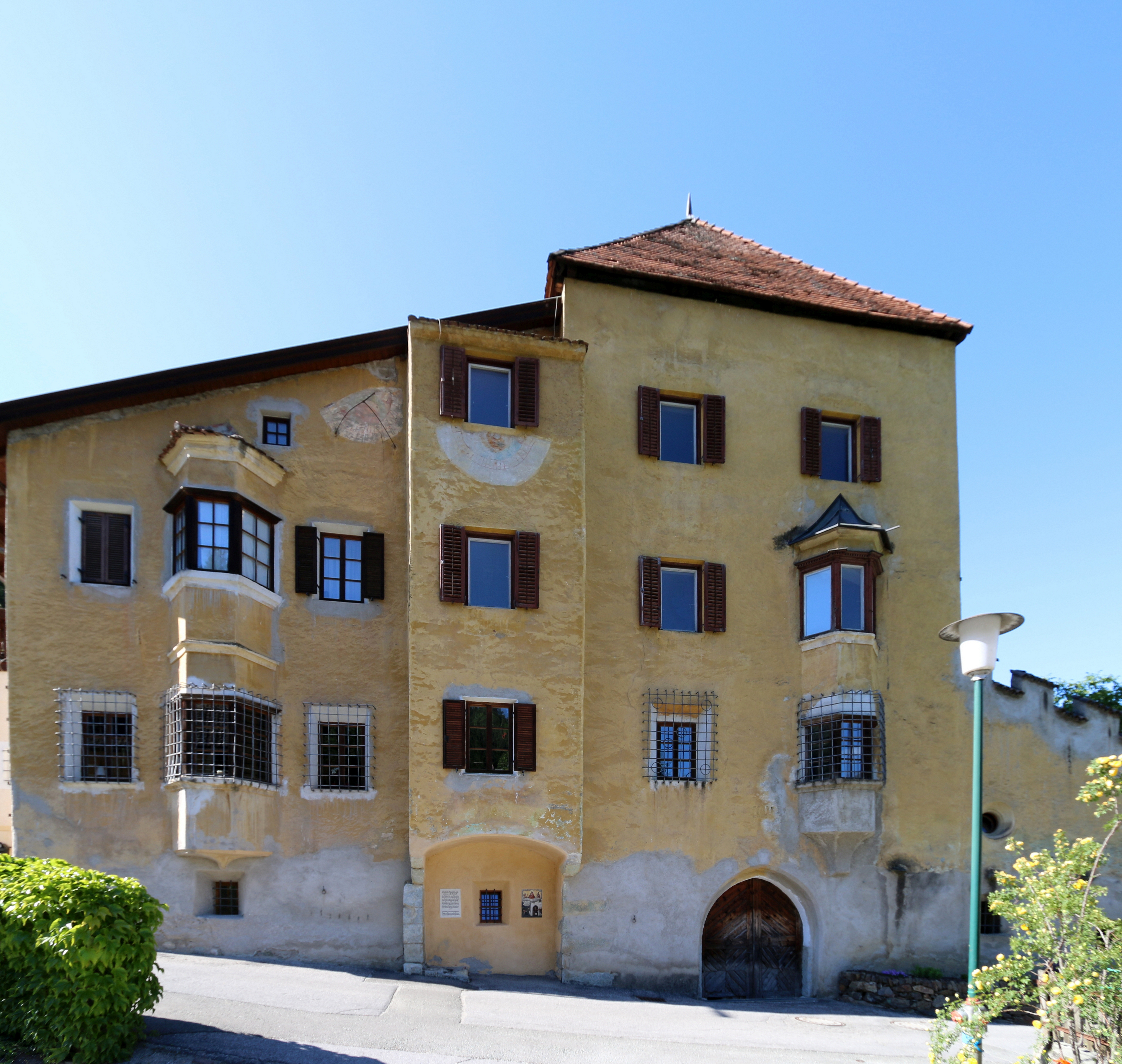
Gallhof (Vahrn)
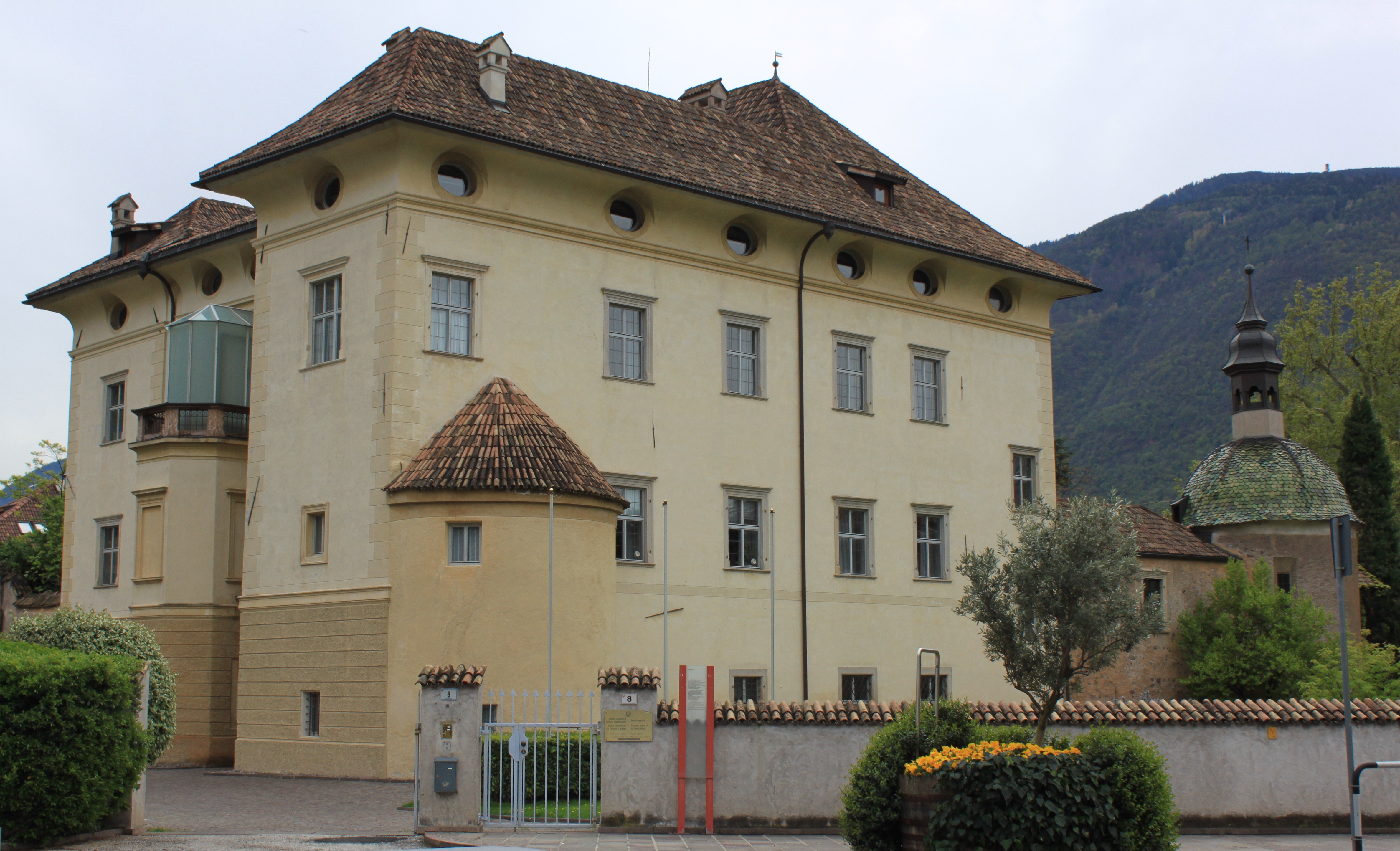
Ansitz Gerstburg (Bozen)
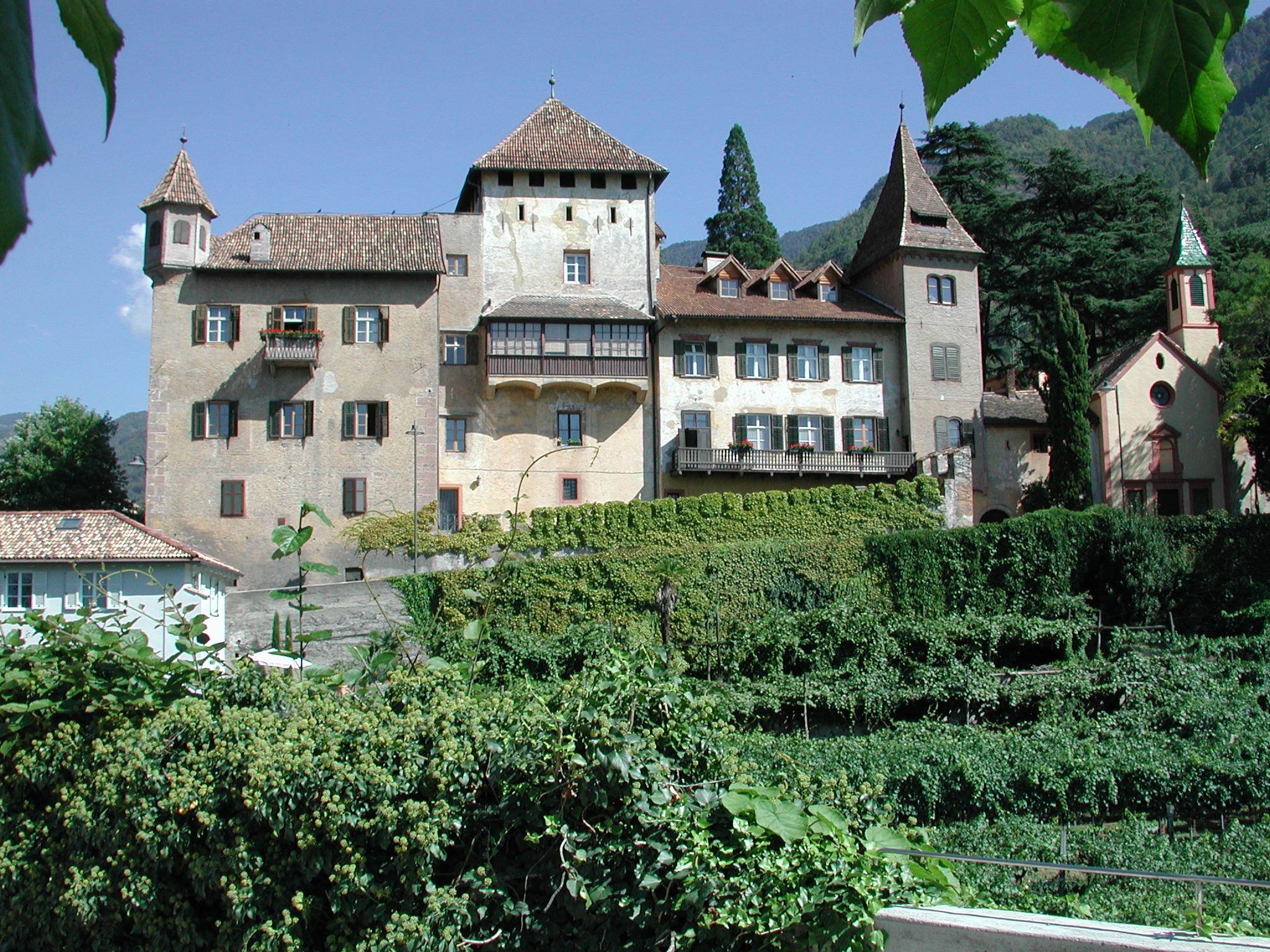
Ansitz Klebenstein (Bozen)
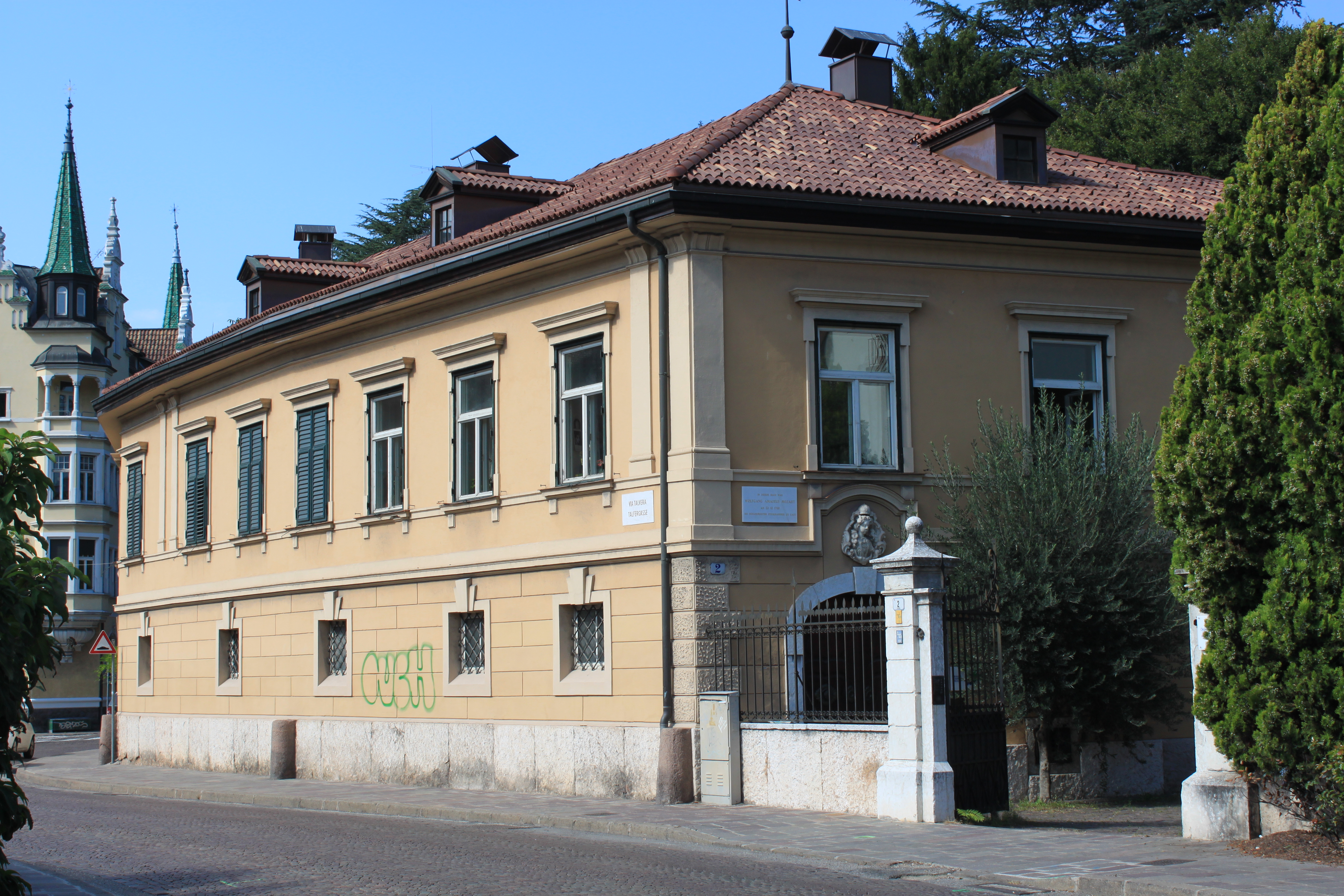
Ansitz Stockhammer (Bozen)
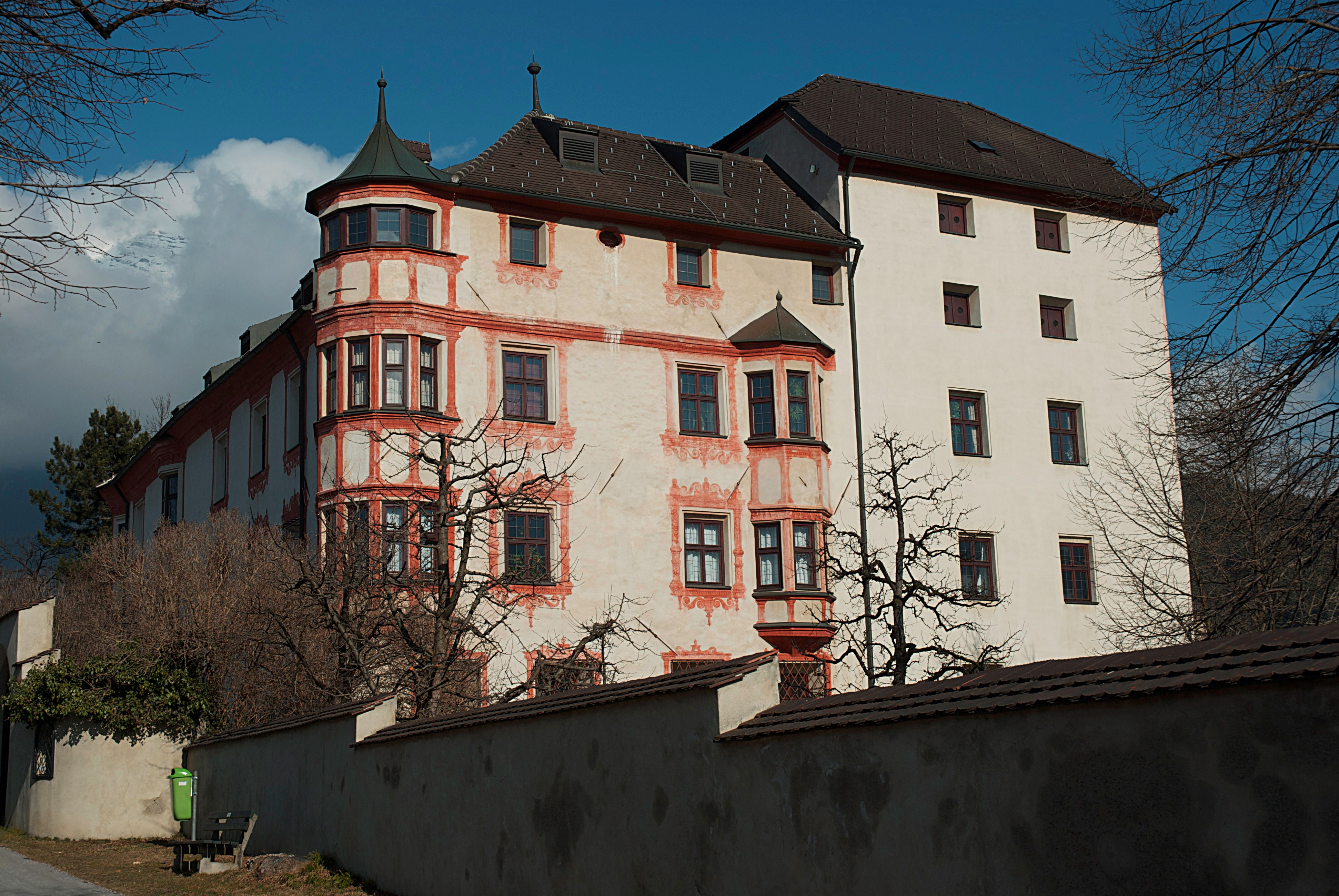
Ansitz Schneeburg (Mils)
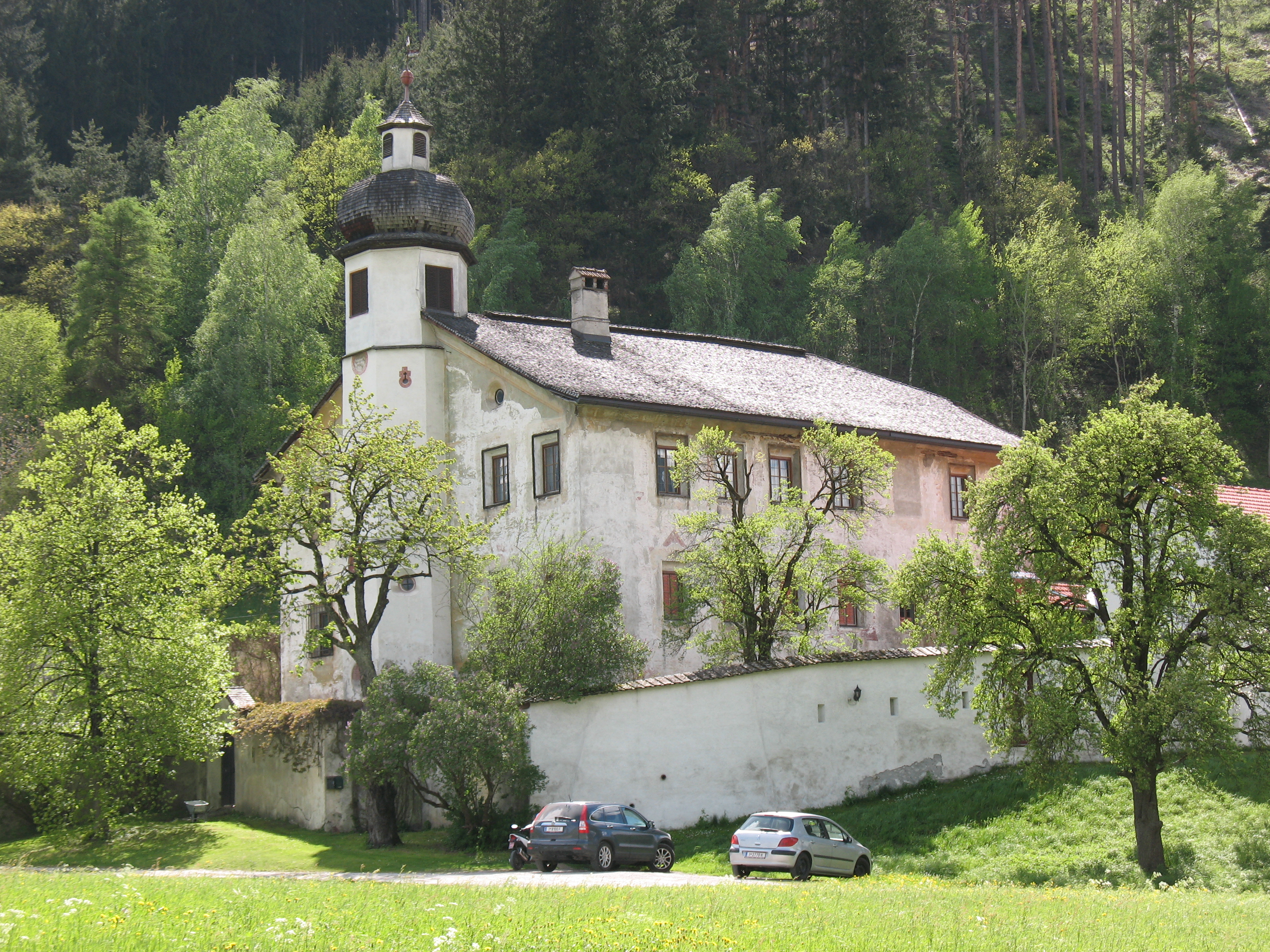
Ansitz Ferklehen (Ranggen)
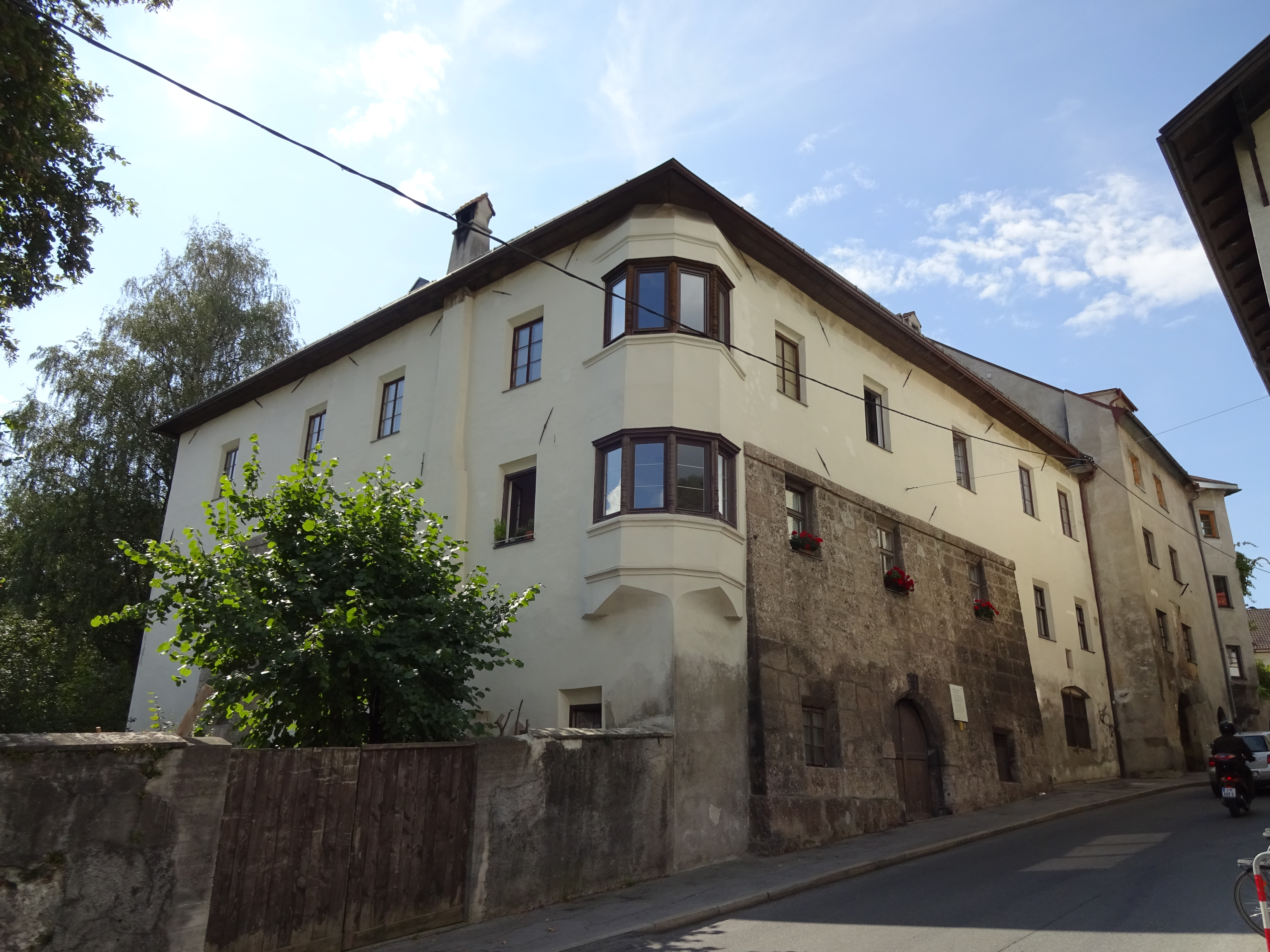
Ansitz Lichtenthurn-Schneeburg (Innsbruck-Hötting)